# Budynek parlamentu Liechtensteinu
Budynek parlamentu Liechtensteinu – budynek w Vaduz, stolicy Liechtensteinu, będący siedzibą Landtagu (parlamentu). Został oddany do użytku 15 lutego 2008 roku.

## Historia
Na mocy konstytucji z 1818 roku w Liechtensteinie powołano do życia parlament, tzw. Ständelandtag (prekursor późniejszego Landtagu). Obradował on w latach 1819–1847 i 1857–1862, a jego siedzibą był budynek zwany Landvogtei, później znany jako Verweserhaus. Dziś jest on jednym z budynków Muzeum Państwowego, mieści się tuż obok obecnej siedziby parlamentu. Po reformie z 1862 roku nowy Landtag obradował w latach 1862–1867 w Gasthaus „Kirchthaler” (obecnie Vaduzer Hof). W latach 1866–1867 wybudowano nową siedzibę Landtagu, tzw. Ständehaus. Była to pierwsza własna siedziba parlamentu Liechtensteinu. Obrady Landtagu rozpoczęły się w nim w 1868 roku. W latach 1903–1905 w niedużej odległości od dotychczasowej siedziby Landtagu powstał budynek rządu. W 1905 roku przeniesiono tam obrady parlamentu.
W grudniu 2000 roku rozstrzygnięto konkurs na zaprojektowanie nowego budynku parlamentu Liechtensteinu. Odpowiedzialnymi za opracowanie projektu zostały firmy Architektengemeinschaft Hansjörg Göritz z Hanoweru i Frick Architekten AG z Schaan. We wrześniu 2002 roku ruszyły prace ziemne, a w kwietniu 2004 roku rozpoczęła się właściwa budowa. Budynek powstał tuż obok budynku rządu z 1905 roku, dotychczasowej siedziby Landtagu. Koszt budowy wyniósł 39,5 mln franków szwajcarskich. Oficjalne otwarcie obiektu miało miejsce 15 lutego 2008 roku. 21 lutego 2008 roku odbyła się pierwsza sesja parlamentarna w nowym budynku. W 2009 roku ukończono przylegające do budynku parlamentu Archiwum Państwowe.

## Opis
Obiekt znajduje się w centrum miasta, przy Peter-Kaiser-Platz, pomiędzy budynkami Muzeum Państwowego i gmachem Rządu. Budynek składa się z dwóch głównych części, „Hohes Haus” i „Langes Haus”. Obie części spaja krótki, przeszklony łącznik, tzw. „Verbindendes Haus”. „Hohes Haus” jest charakterystyczną, wysoką budowlą ze spiczastym dachem. Znajduje się w nim sala obrad parlamentu. Dwupiętrowy „Langes Haus” mieści m.in. biura, sale konferencyjne, bufet, bibliotekę i archiwum parlamentarne. Dach „Langes Haus” stanowi jednocześnie taras. Przedłużeniem tej części jest budynek Archiwum Państwowego. Plac przed obiektem kryje pod sobą podziemny parking. Dominującym materiałem widocznym w architekturze budynku są cegły, których do budowy parlamentu użyto w ilości około miliona sztuk.